# Andreu Mas-Colell
Pour les articles homonymes, voir Colell.
Andreu Mas-Colell, né le 9 juin 1944 à Barcelone, est un économiste et homme politique catalan espagnol. Il est connu pour son manuel de référence en microéconomie intitulé Microeconomic Theory.

## Carrière universitaire
- Professeur d'économie, Université Harvard (1981-96).
- Professeur d'économie et de mathématiques, Université de Californie à Berkeley (1972-80).
- Professeur Honoris Causa, École des hautes études commerciales de Paris (HEC)[1].
- Fondateur de la Barcelona School of Economics et professeur émérite de l'Université Pompeu Fabra[2].

## Publications
- (en) Andreu Mas-Colell, Michael D. Whinston et Jerry Green, Microeconomic Theory, Oxford University Press, 1995 (ISBN 9780195102680)